# Liste von Söhnen und Töchtern der Stadt Passau
Die folgende Liste enthält in Passau geborene Persönlichkeiten, chronologisch aufgelistet nach dem Geburtsjahr. Die Liste erhebt keinen Anspruch auf Vollständigkeit.

## In Passau geborene Persönlichkeiten

### Bis 1900
- Philipp von Gundel (1493–1567), Rechtswissenschaftler und Hochschullehrer
- Sophonias Paminger (1526–1603), Lehrer und Komponist
- Gottlieb Muffat (1690–1770), österreichischer Organist und Komponist
- Theobald Reitwinkler (1705–1779), Zisterzienser und Abt des Klosters Aldersbach
- Valentin Hochleitner (1717–1797), Orgelbauer
- Johann Georg Unruhe (1724–1801), Kirchenmaler
- Johann Martin Maximilian Einzinger von Einzing (1725–1798), Jurist und Schriftsteller
- Bernhard Stöger (1757–1815), katholischer Theologe, Philosoph und Pädagoge
- Michael Filz (1777–1854), Pädagoge, Geschichtsforscher und Prior der Benediktinerabtei Michaelbeuern
- Ernst von Grossi (1782–1829), Obermedizinalrat und Hochschullehrer in München
- Josef von Teng (1786–1837), Jurist und Bürgermeister von München
- Joseph Ferdinand Damberger (1795–1859), katholischer Theologe
- Friedrich Pustet (1798–1882), Verleger und Gründer der Friedrich Pustet KG
- Joseph Unruh (1792–1866), Bürgermeister von Passau
- Joseph Schweizer (1794–1849), Bürgermeister von Passau
- Leopold von Wolkenstein-Trostburg (1800–1882), Tiroler Landeshauptmann
- Gustav Kraus (1804–1852), Lithographiekünstler der Biedermeierzeit
- Leopold Lenz (1804–1862), Opernsänger und Komponist
- Anton Pummerer (1812–1888), Kaufmann und Politiker
- Joseph Maximilian von Maillinger (1820–1901), bayerischer General und Kriegsminister
- Max von Pausch (1842–1934), Ministerialbeamter in Bayerns Finanzverwaltung
- Heinrich Abel (1843–1926), Jesuit
- Max Joseph Alteneder (1848–1923), von 1895 bis 1909 Generalvikar des Bistums Passau
- Ignaz Gaugengigl (1853–1932), Maler
- Otto Messerer (1853–1932), Chirurg und Rechtsmediziner
- Bernhard Spatz (1856–1935), Mediziner, praktischer Arzt und Geheimer Sanitätsrat, Begründer der Zeitschrift Münchener Medizinische Wochenschrift
- Richard Volckamer von Kirchensittenbach (1857–1892), Kolonialoffizier
- Karl Sittl (1862–1899), Altphilologe und Klassischer Archäologe
- Hans Fruhstorfer (1866–1922), Insektenkundler und Reisender
- Wilhelm von Haasy (1867–1946), bayerischer Generalleutnant und Regimentskommandeur
- Wolfgang Maria Schmid (1867–1943), Kunsthistoriker und Denkmalpfleger
- Hermann Stockmann (1867–1938), Maler, Illustrator, Heimatkundler
- Fritz Cortolezis (1878–1934), Dirigent, Operndirektor und -komponist
- Hugo Hatzler (1872–1955), Maler des Jugendstils
- Ferdinand Mirwald (1872–1948), Maler und Holzschneider
- Erhard Kutschenreuter (1873–1946), Volksschullehrer, Komponist
- Hermann Schreibmüller (1874–1956), Gymnasiallehrer und Historiker
- Franz Bogner (1875–1956), Arzt und Bürgermeister von Selb
- Eduard Hamm (1879–1944), Politiker
- Claudius von Schwerin (1880–1944), Rechtshistoriker
- Emil Leeb (1881–1969), Offizier
- Alois Gatterbauer (1882–1963), Bezirksamtsvorstand in Alzenau
- Ludwig Moshamer (1885–1946), Architekt
- Johann Evangelist Winkler (1885–1945), römisch-katholischer Geistlicher und Märtyrer
- Rudolf Guby (1888–1929), österreichischer Kunsthistoriker
- Johann Nepomuk Kühberger (1889–1957), Priester, Organist und Kirchenmusiker
- Rudolf Schreiber (1889–?), deutscher Landrat
- Lilli Vetter, geborene Trösch (1889–1972), Künstlerin
- Karl Pflaum (1890–1957), deutscher Generalleutnant
- Hermann Brühlmeyer (1892–1966), Fotograf
- Max Moosbauer (1892–1968), Politiker
- Wilhelm Britzelmayr (1892–1970), Bankdirektor, Volkswirt, Logiker und Hochschullehrer
- Henry Gerber (1892–1972), LGBT-Aktivist in den USA
- Georg Werner (1894–1964), Architekt, Baubeamter und Hochschullehrer
- Gustav Rosenstängl (1893–1949), Porzellanmaler, Inhaber einer Porzellanmalerei
- Martin Seitz (1895–1988), Künstler und Gemmenschneider
- Titus von Lanz (1897–1967), Anatom
- Oskar Wagner (1897–1971), Kaufmann
- Wilhelm Niedermayer (1899–1965), Maler
- Karl Brunner (1900–1980), SS-Brigadeführer

### Geburtsjahr nicht bekannt
- Günter Albrecht, Journalist und Autor

### 1901 bis 1950
- Friedrich Heinrichsen (1901–1980), Typograf, Grafiker und Textdichter
- Ernst Derra (1901–1979), Mediziner, Pionier der Herzchirurgie
- Ernst Flessa (1903–1976), Studienprofessor und Lyriker
- Ludwig Schmidseder (1904–1971), Komponist, Pianist, Fernsehkoch
- Albert Ganzenmüller (1905–1996), Staatssekretär (NSDAP)
- Albert Heizer (1905–2003), Jurist, Alpinist und Präsident der Sektion Alpenclub Berggeist sowie des Deutschen Alpenvereins (DAV)
- Ferdinand Neumaier (1905–1999), Geologe
- Theo Pabst (1905–1979), Architekt, Baubeamter und Hochschullehrer
- Walter Gaul (1905–1994), Oberst und Kapitän zur See
- Ernst Peschl (1906–1986), Mathematiker
- Hans Striedl (1907–2002), deutscher Orientalist und Bibliothekar
- Hermann Wagner (1907–2003), Priester und geistlicher Schriftsteller
- Otto Scherzer (1909–1982), theoretischer Physiker
- Trudi Le Caine (1911–1999), kanadische Kunstmäzenin
- Helmut Presser (1914–1995), Archivar, Historiker, Direktor des Gutenberg-Museum
- Trude Haefelin (1914–2008), Schauspielerin
- Franz Schedel (1915–1996), Mediziner, Klinikumsdirektor
- Hermann Wösner (1921–1982), Politiker (CSU)
- Reinhard Raffalt (1923–1976), Schriftsteller und Journalist
- Wolfgang Schmidt (1923–2013), deutsch-kanadischer Schriftsteller und Soziologe
- Karl Georg Münch (* 24. November 1925), Botschafter in Sierra Leone und ab 1984 Generalkonsul in Sao Paulo[1]
- Heinz Beham (1926–2010), Lebensmitteleinzelhändler und Kaffeeröster
- Ewald Lechner (1926–2011), Landtagsabgeordneter (CSU)
- Erich Ludwig Biberger (1927–2002), Schriftsteller
- Alfred Dick (1927–2005), ehemaliger bayerischer Umweltminister
- Hans Hösl (1929–2008), Oberbürgermeister von Passau
- Fritz Lobinger (1929–2025), katholischer Bischof von Aliwal in Südafrika
- Walther R. Schuster (1930–1992), Domorganist in Passau von 1952–1992
- Leopold Maximilian Kantner (1932–2004), Geistlicher, Musikwissenschaftler, Komponist (Pseudonym Massimiliano Cantinieri)
- Rupert Schützbach (* 1933), Dichter und Aphoristiker
- Günther Müller (1934–1997), Historiker und Politiker
- Ernestine Bradley (* 1935), deutsch-US-amerikanische Hochschullehrerin für Deutsche und Vergleichende Literaturwissenschaft und Buchautorin
- Brigitte Jordan (1937–2016), Anthropologin und Hochschullehrerin
- Karl Helm (1938–2012), Opernsänger
- Nicolaus A. Huber (* 1939), Komponist, Professor
- Karl Meisner (1939–2019), Schwimmer und Wasserballspieler
- Helmut Lebert (* 1941), Ruderer
- Robert Leidinger (* 1941), Politiker
- Walter Zimmermann (* 1941), Jurist und Rechtswissenschaftler
- Renate König-Schalinski (1942–2011), Malerin, Bildhauerin und Emailleurin
- Dieter Barth (* 1943), Grafiker und Maler
- Richard Mahkorn (1943–2007), Journalist, Chefredakteur und Medienberater
- Edgar Forster (* 1944), Unternehmer, Autor und Politiker
- Reimar Scherz (* 1944), Brigadegeneral des deutschen Heeres
- Hanna Leybrand (1945–2017), Schriftstellerin, Rezitatorin und Opernsoubrette
- Inez Regnier (* 1945), Filmeditorin
- Willi Schmöller (* 1945), Oberbürgermeister der Stadt Passau
- Rupert Stettner (* 1945), Professor für Öffentliches Recht und Rektor der Hochschule für Politik München
- Günter Ohnemus (* 1946), Schriftsteller und Übersetzer
- Ingeborg Pongratz (* 1946), Politikerin
- Herbert Rische (* 1947), Vorsitzender der Geschäftsführung der Deutschen Rentenversicherung Bund
- Egon Johannes Greipl (* 1948), Historiker und Denkmalpfleger
- Franz Held (* 1948), Ruderer und Sportwissenschaftler
- Miguel Horn (* 1948), bildender Künstler
- Gerd Sonnleitner (* 1948), ehemaliger Präsident des Deutschen Bauernverbandes
- Peter Welnhofer (* 1948), Politiker
- Günther Karl (* 1949), Ruderer
- Annerose Riedl (* 1949), deutsch-österreichische Bildhauerin
- Max Stadler (1949–2013), Richter, Mitglied des Bundestages (FDP) und Staatssekretär
- Heidi Schüller (* 1950), Leichtathletin und Ärztin
- Gerhard Weber (* 1950), Archäologe

### Ab 1951
- Wilhelm Manske (* 1951), Schauspieler
- Anna Schlosser-Keichel (* 1951), Politikerin
- Friedrich Brunner (* 1952), Gymnasiallehrer und Künstler
- Bruno Jonas (* 1952), Kabarettist
- Rudolf Klaffenböck (* 1952), Kabarettist, Schriftsteller, Dokumentarfilmer und Fotograf
- Werner Josef Patzelt (* 1953), Politikwissenschaftler
- Sigi Zimmerschied (* 1953), Kabarettist Sigi Zimmerschied 2014

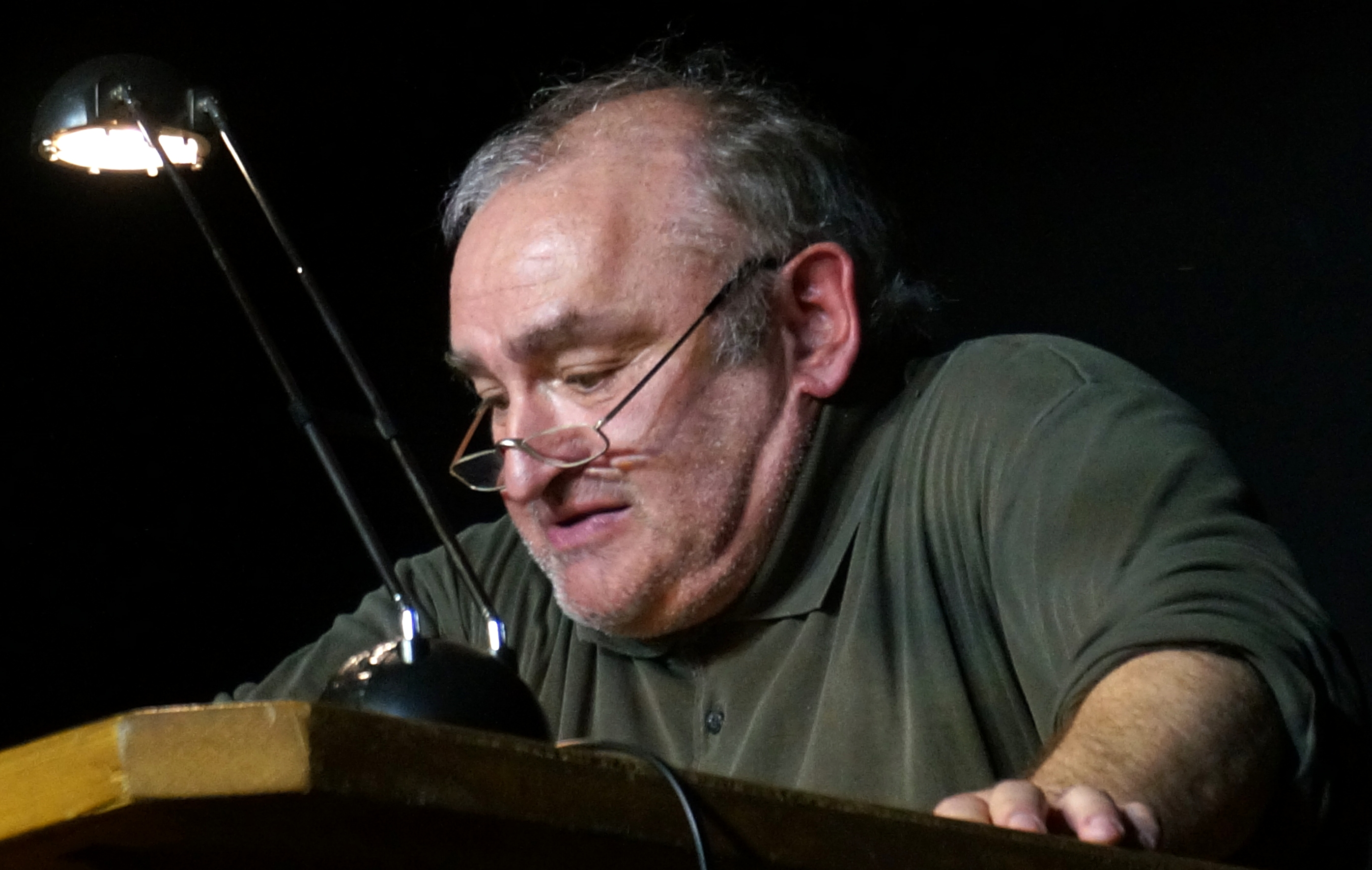
Sigi Zimmerschied 2014

- Josef F. Krems (* 1954), Professor für Psychologie
- Bernhard Roos (* 1954), Politiker
- Albert Zankl (* 1954), Kommunalpolitiker
- Martin Ortmeier (* 1955), Kunsthistoriker und Volkskundler
- Tilman Berger (* 1956), Slawist und Professor
- Friedrich Hirschl (* 1956), Lyriker und Pastoralreferent
- Christian Paul Berger (* 1957), österreichischer Schriftsteller
- Roman Loimeier (* 1957), Islamwissenschaftler
- Gerhard Waschler (* 1957), Politiker
- Elisabeth Graf-Riemann (* 1958), Schriftstellerin, Lektorin, Redakteurin und Fachbuchautorin
- Hans-Georg Kräusslich (* 1958), Virologe
- Otto Müller (* 1958), Maler und Zeichner
- Hans Polterauer (* 1958), Künstler
- Manfred Loimeier (* 1960), Journalist und Afrikanist
- Anna Elisabeth Rosmus (* 1960), Geschwister-Scholl-Preisträgerin 1984
- Claudia Schmid (* 1960), Autorin
- Armin G. Wildfeuer (* 1960), Philosoph und Sozialethiker
- Jürgen Dupper (* 1961), Politiker
- Walter Jonas (* 1961), Verwaltungsjurist, Regierungspräsident der Oberpfalz
- Helmut Kagerer (* 1961), Jazzmusiker
- Michael Kapsner (* 1961), Komponist, Organist, Dirigent, Improvisator und Musikpädagoge
- Hans Leitner (* 1961), Domorganist in Passau von 1992–2003
- Peter Schönhofer (* 1961), Filmregisseur, Fernsehregisseur und Autor
- Wolfgang Zerer (* 1961), Organist, Cembalist und Musikpädagoge
- Johann Hofbauer (* 1962), Autor, Aphoristiker
- Ulla Kreilinger (* 1962), Klassische Archäologin
- Oskar Atzinger (* 1963), Politiker
- Christoph Biermeier (* 1963), Theaterregisseur
- Helmut Gründl (* 1963), Wirtschaftswissenschaftler
- Werner Hechberger (* 1963), Historiker
- Heinz Voggenreiter (* 1963), Hochschullehrer, Luft- und Raumfahrttechniker
- Herbert Waas (* 1963), Fußballspieler
- Klaus Böldl (* 1964), Schriftsteller und Skandinavist
- Brigitte Fruth (* 1966), Kirchenmusikerin
- Martin Steidler (* 1966), Musiker und Chorleiter
- Paul Ziche (* 1967), Wissenschaftshistoriker und Hochschullehrer
- Stefan Tilch (* 1968), Intendant
- Günter Höglinger (* 1971), Neurologe
- Hans Koller (* 1971), Politiker (CSU)
- Ludwig Preis (1971–2017), Fußballtrainer
- Florian Pronold (* 1972), Politiker
- Mike Hager (* 1974), Radiomoderator, Autor und Comedian
- Herbert Hindringer (* 1974), Dichter
- Andreas Scheuer (* 1974), Bundesminister für Verkehr und digitale Infrastruktur, Mitglied des Bundestages (CSU) und Generalsekretär der CSU, Bezirksvorsitzender der CSU Niederbayern
- Sandro Wimberger (* 1974), Quantenphysiker und Hochschullehrer
- August Wöginger (* 1974), österreichischer Politiker
- Barbara Bauer (* 1975), Schauspielerin
- Gerald Faschingbauer (* 1976), Bauingenieur
- Uwe Kaa (* 1977), Musiker
- Florian Kraus (* 1977), Chemiker und Hochschullehrer
- Shizoe (* 1978; bürgerlich Stefan Dippl), Musiker
- Tom Mandl (* 1978), Musiker
- Florian Hartleb (* 1979), Politikwissenschaftler
- Vivian Lindt (* 1979), Schlagersängerin
- Manuel Schlögl (* 1979), Fundamentaltheologe
- Anja Boxleitner (* 1980), Mountainbike-Vizeweltmeisterin
- Sebastian Hackl (* 1980), Wrestler und Fernsehmoderator
- Martin Rettenberger (* 1980), Psychologe und Kriminologe
- Tom Schuster (* 1980), Schauspieler, Tänzer, Musicaldarsteller und Kampfkunstlehrer
- Sebastian Frankenberger (* 1981), Politiker
- Josef Heisl (* 1982), Politiker
- Katharina Schwägerl (* 1983), Schauspielerin und Kabarettistin
- David Zimmerschied (* 1983), Schauspieler
- Tanja Hirner (* 1984), Schauspielerin, Sprecherin und Model
- Quirin Müller (* 1984), Rallyefahrer
- Martin Wenzl (* 1984), Schauspieler
- Robert Zillner (* 1985), Fußballspieler
- Michael Ammermüller (* 1986), Automobilrennfahrer
- Violetta Bock (* 1987), Politikerin
- Viktor Gerhardinger (* 1990), Koch
- Konstantin Herleinsberger (* 1991), Jazzmusiker
- Johannes Kühn (* 1991), Biathlet
- Jonas Schützeneder (* 1991), Kommunikationswissenschaftler und Professor für Journalismus und digitale Innovation
- Florian Willeitner (* 1991), Geiger und Komponist
- Marius Willsch (* 1991), Fußballspieler
- Fabian Schnabel (* 1993), Fußballspieler
- Daniel Steininger (* 1995), Fußballspieler
- Tobias Stockinger (* 2000), Fußballspieler
- Nico Grimbs (* 2004), deutsch-österreichischer Fußballspieler